# Rezerwat przyrody Nachal Tut
Rezerwat przyrody Nachal Tut (hebr. שמורת טבע נחל תות, Szemurat Nachal Tut) – rezerwat przyrody chroniący dorzecze strumienia Nachal Tut na Wyżynie Manassesa, na północy Izraela.

## Położenie
Rezerwat przyrody jest położony w północnej części Wyżyny Manassesa na północy Izraela. Obejmuje on zielony obszar położony na północnym brzegu rzeki Nachal Tut, pomiędzy moszawami Eljakim a Bat Szelomo.

## Rezerwat przyrody
Rezerwat został utworzony w dniu 13 czerwca 2000 roku na powierzchni 196 hektarów. Później powiększono jego powierzchnię do 396 hektarów. W chronionym obszarze znajdują się cztery źródła rzeki Nachal Tut, jej koryto oraz tereny położone na północ od tej rzeki. Teren rezerwatu przecina na pół betonowa droga prowadząca do elektrowni gazowej Chaggit. Rzeka Tut tworzy liczne naturalne baseny i rozlewiska porośnięte wodną roślinnością. Większą część rezerwatu porastają oleandry, krwawnica pospolita, niepokalanek pospolity, złotnica żółta i inne rośliny. Wzdłuż brzegu miejscami rosną białe wierzby. Z fauny występują tutaj endemiczne ryby, żaby i jaszczurki. Okoliczne wzgórza są koncentracją różnorodnej roślinności trawiastej oraz wielu gatunków kwiatów.

## Turystyka
Aby dotrzeć do rezerwatu, należy iść pieszo wzdłuż koryta rzeki Nachal Tut lub też można dotrzeć od strony elektrowni Chagit. Teren rezerwatu nie jest dostępny dla osób niepełnosprawnych. Trasa zwiedzania biegnie wąskimi ścieżkami i zajmuje około 4 godzin. Obszar całej Wyżyny Menassesa stanowi od 2011 roku rezerwat biosfery UNESCO. Rezerwat biosfery obejmuje obszary zalesione, źródła strumieni, wzgórza wulkaniczne i stanowiska archeologiczne.